# Ash Reshteh
Ash Reshteh (persisk: آش رشته) er en tyktflydende iransk suppe med krydderurter, bønner, linser og persiske nudler. Ash reshteh er blandt de mest berømte iranske supper. Denne suppe spises ofte sammen med kashk (tørrede yoghurtklumper) og nogle gange sammen med eddike og torshi (syltede grøntsager). Afhængigt af familievaner, spises denne suppe enten som forret eller som hovedret. Suppen bliver f.eks. serveret til forret ved fester om vinteren eller ved iftar (spisetid om aftenen i ramadanen).

## Ingredienser
- Stammevibebønner (I nogle områder i Iran bruger man kidneybønner i stedet for stammevibebønner)
- Grønne linser
- Kikærter (kikærter bliver mest inkluderet af folk fra den nordvestlige del af Iran, Aserbajdsjan)
- Ash-krydderurter (Ash-krydderurter består af krydderurterne: babyspinat, porre-løg, bredbladet persille og koriander)
- Reshteh
- Løg
- Hvidløg (undlades af nogle)
- Tørre mynte
- Gurkemeje
- Salt
- Olie
- Kashk